# Acer japonicum
Acer japonicum Thunb., 1794 è un albero deciduo di medie dimensioni della famiglia delle Sapindaceae originario del Giappone e presente nelle regioni temperate d'Europa e dell'America del Nord come albero ornamentale.